# Commonwealth Railways GM-Class
Die GM-Class der staatlichen australischen Eisenbahngesellschaft Commonwealth Railways (CR) ist eine Baureihe von sechsachsigen dieselelektrischen Lokomotiven der Firma Clyde Engineering in Granville in New South Wales. Aufgrund der unterschiedlichen Motorisierung wird die Baureihe auch in GM1 (erste elf Maschinen) und GM12 (folgende Lokomotiven) unterteilt. Alle für die CR gebauten Loks waren zunächst regelspurig, einige der wurden später auf die Spurweite 1600 mm (Irische Breitspur) umgespurt.

## Geschichte und Beschreibung

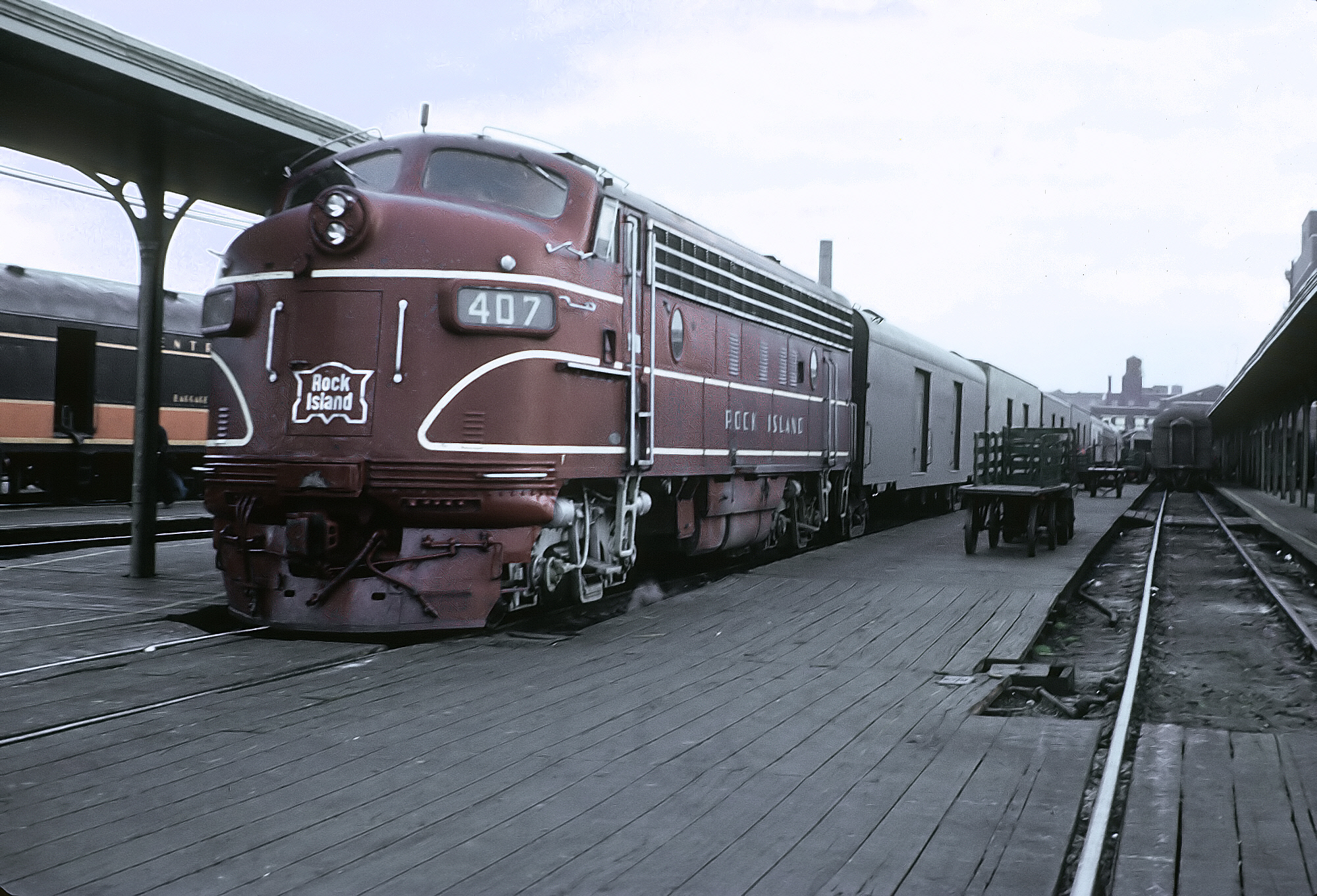
EMD FP7 in Memphis (Tennessee), 1962

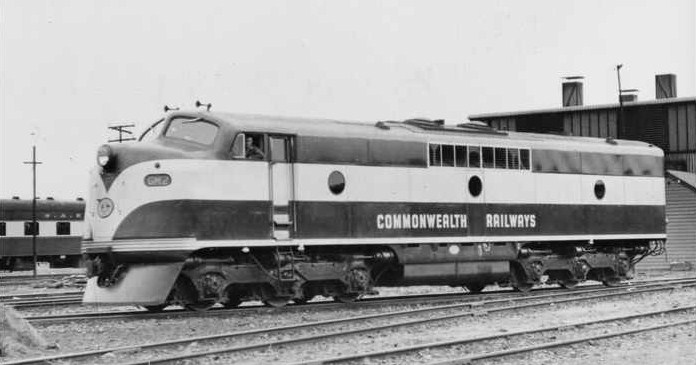
GM 2 der Commonwealth Railways, ca. 1951

Auf der Basis der US-amerikanischen Baureihe EMD FP7,  einer vierachsigen Diesellokomotive von General Motors Electro-Motive Division (EMD), entwickelte Clyde Engineering eine sechsachsige Variante für den Einsatz in Australien. Dies war nötig, da nur mit zwei dreiachsigen Drehgestellen die Achslast auf etwa 18 t begrenzt werden konnte. Zudem erforderte das kleinere australische Lichtraumprofil einen etwas niedrigeren und schmaleren Wagenkasten. Dadurch wurde die – zudem besser gegen das Eindringen von Staub abgedichtete – Maschine länger als die FP 7.
Die äußere Form der GM-Class ist mit den A-Units der EMD FP7 nahezu identisch. Beibehalten wurde auch die typische Kopfform („Bulldog nose“) des amerikanischen Urtyps.

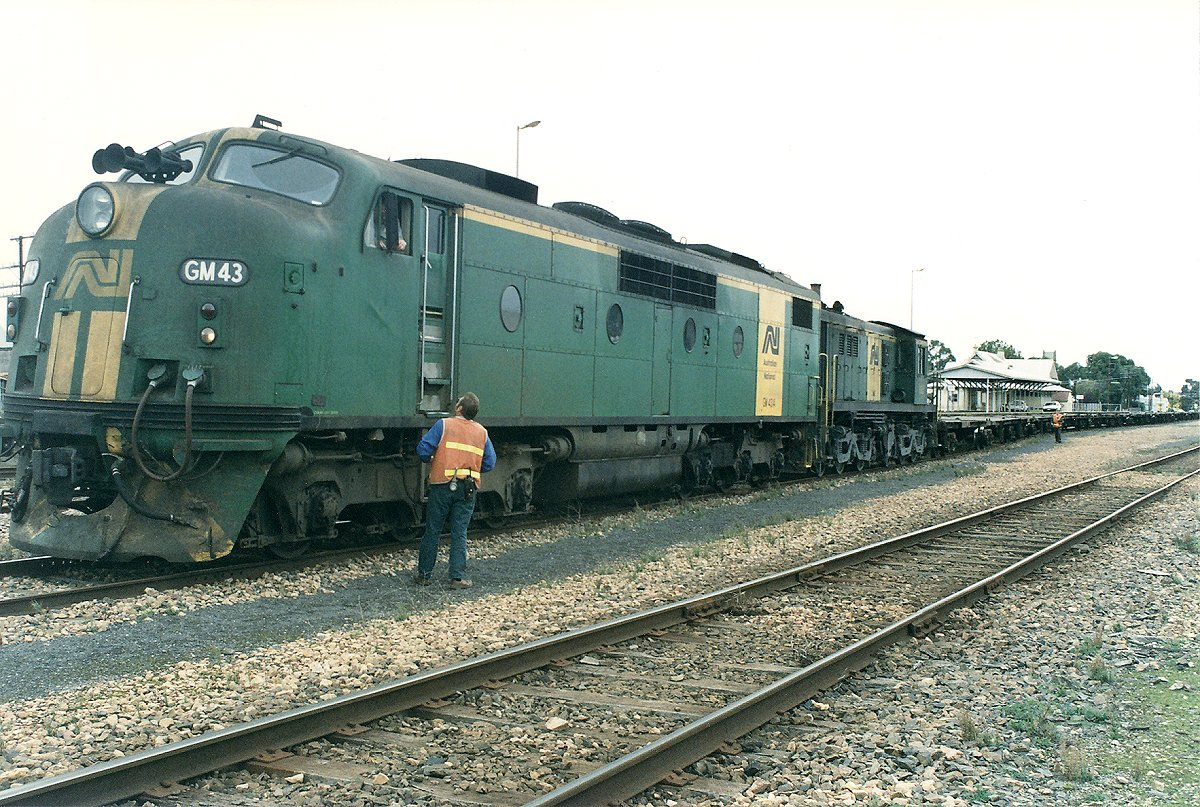
Auf 1600 mm umgespurte GM 43 in Mount Gambier, 2011

Die Maschinen haben nur an einem Fahrzeugende einen Führerstand. Daher müssen sie, sofern sie nicht paarweise „Rücken an Rücken“ gekuppelt sind, auf Drehscheiben gewendet werden. Führerstandslose B-Units wie bei den FP7 wurden nicht gebaut.
Bei den ersten elf Lokomotiven (GM1) wurde auf den Antrieb der jeweils mittleren Achse der beiden dreiachsigen Drehgestelle verzichtet, die Achsfolge von GM 1 bis GM 11 lautet daher (A1A)’(A1A)’. Sämtliche Achsen sind bei allen folgenden Maschinen angetrieben, sie haben die Achsfolge Co’Co’. Einige der Maschinen wurden später auf die Spurweite 1600 mm (Irische Breitspur) umgespurt.

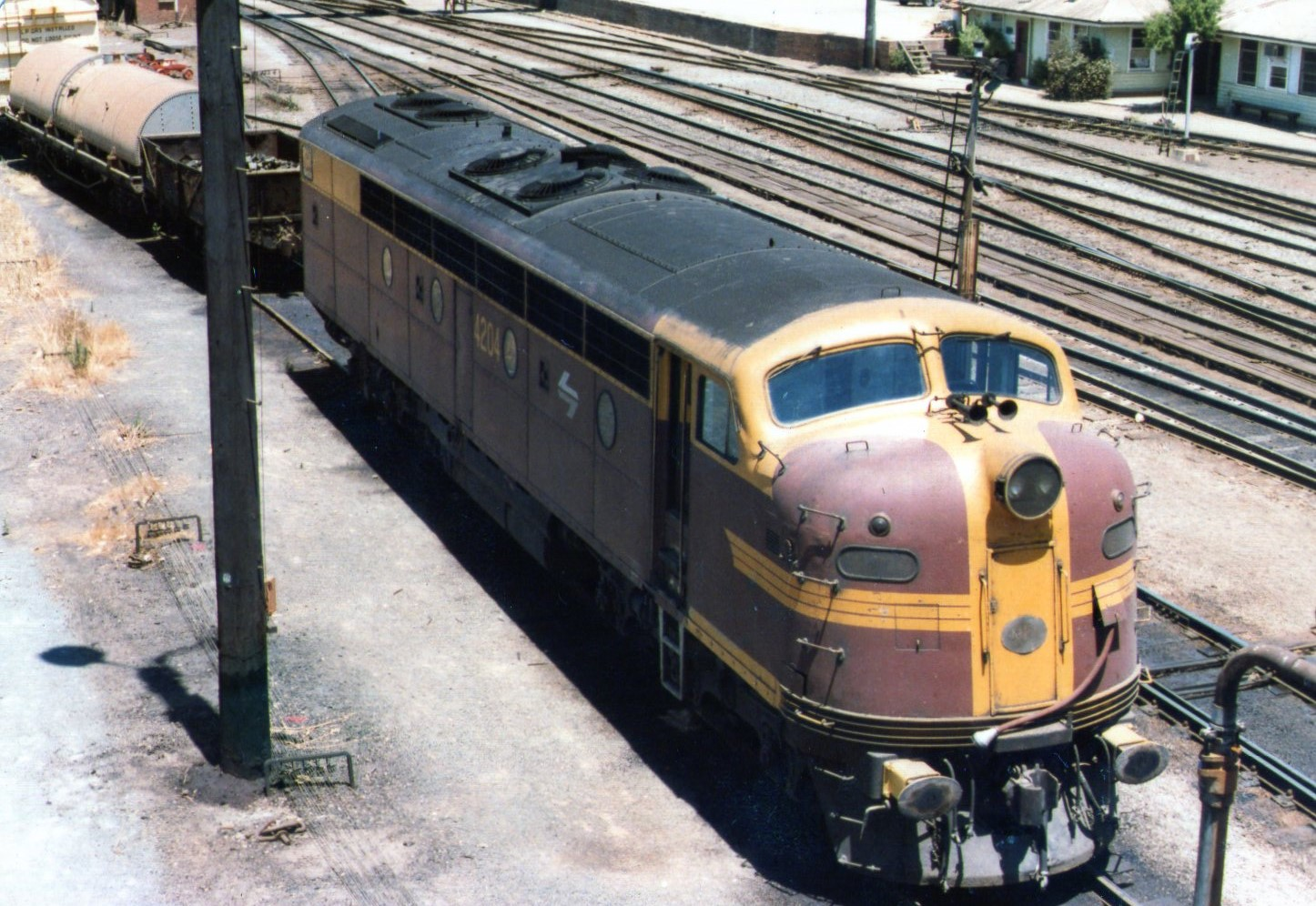
NSWR 4204 in Albury, ca. 1977

In den GM liefen wassergekühlte, langsam laufende 16-Zylinder-Zweitakt-Dieselmotoren des Typs EMD 567. Der EMD 567B der ersten elf Maschinen hatte eine Leistung von 1119 kW, der ab Lok 12 eingebaute EMD 567C leistete 1305 kW.

## GM-Class-Lokomotiven für andere Bahngesellschaften
Sechs Lokomotiven des Typs GM12 erhielten 1955/56 die New South Wales Government Railways (NSWR), die sie als Class 42 in ihren Fahrzeugpark einreihten. Sie trugen die Betriebsnummern 4201 bis 4206.
Victorian Railways (ViCRail) erhielt 18 mit den GM12 baugleiche Lokomotiven, von denen sich die 1957/58 gelieferten ersten zehn Maschinen durch die abweichende Spurweite von 1600 mm unterschieden. Acht weitere normalspurige Lokomotiven wurden 1960/61 für deren neue Nord-Ost-Strecke geliefert. Die Victorian Railways bezeichneten diese Maschinen als Class S.
Eng verwandt mit den GM1 sind die 26 in den Jahren 1952/53 gebauten Loks der Class B 60 der Victorian Railways. Sie weisen beidseitige Führerstände auf und sind daher länger.

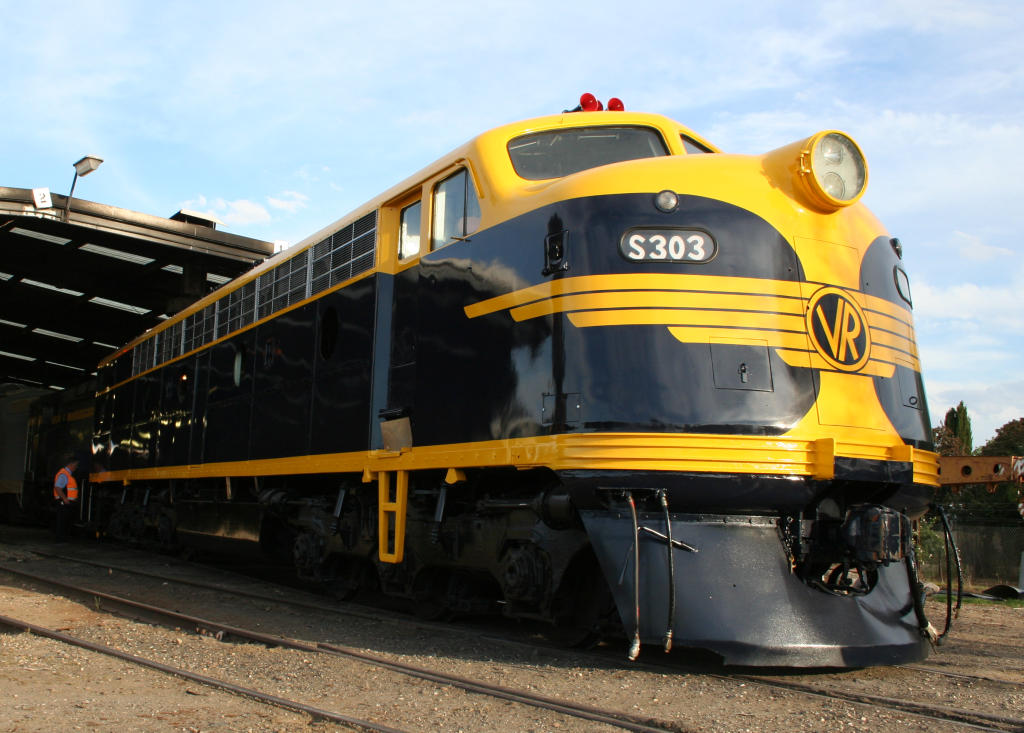
Breitspurige Diesellok Class S der Victorian Railways
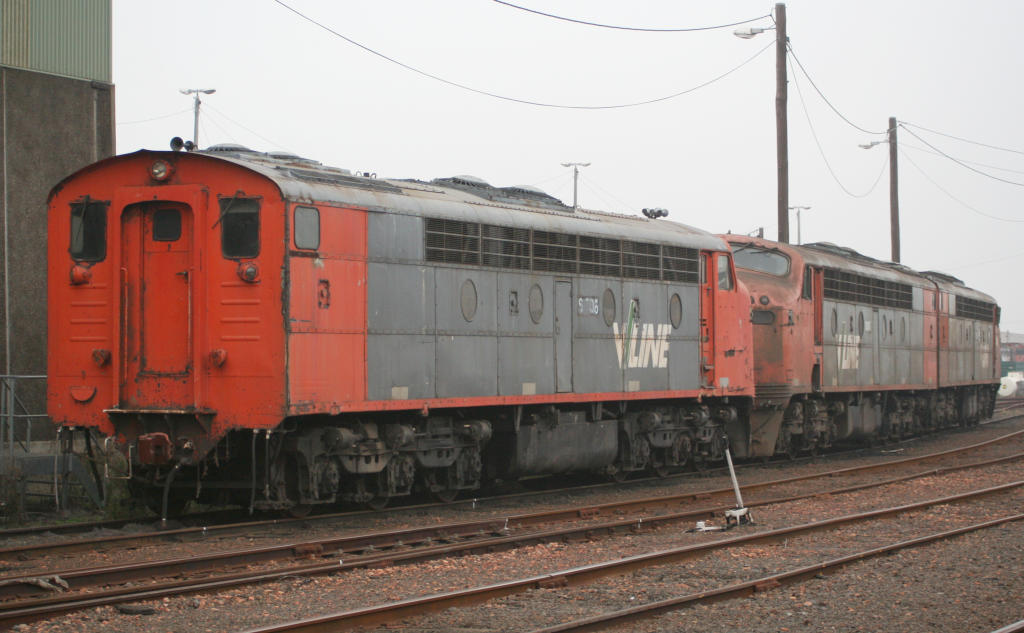
Rückansicht der S 306
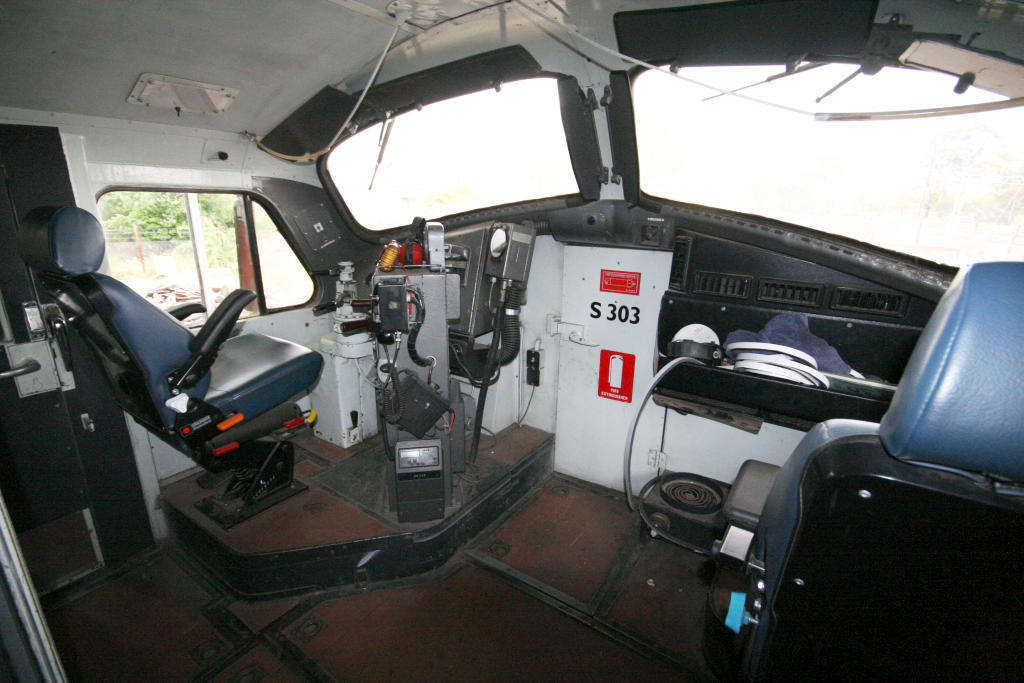
Führerstand der S 303
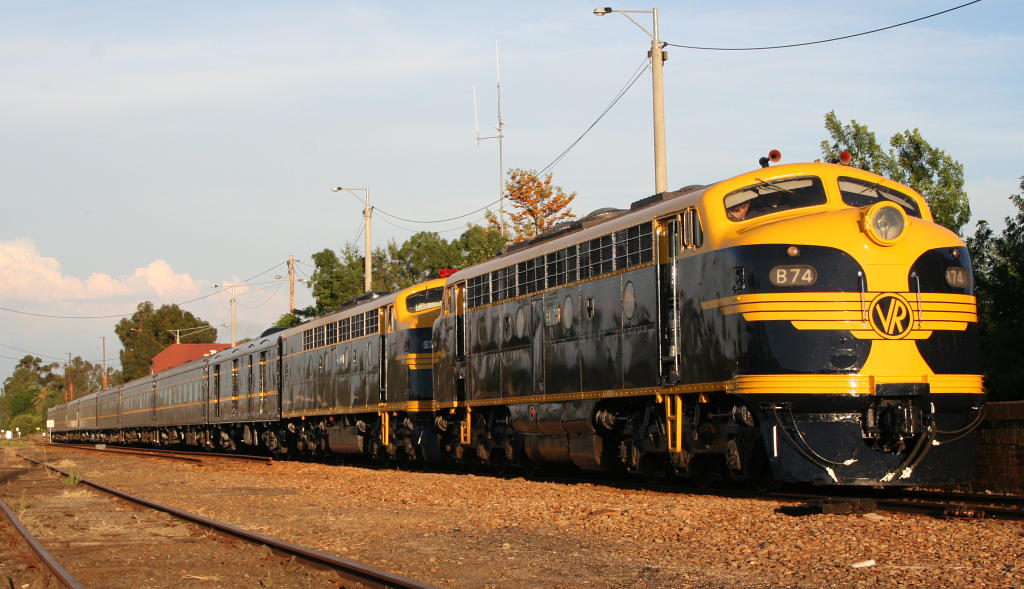
Class B 60 Museumslok B 74 in Benalla, dahinter eine Class S, 2007